# Kłodobok
Kłodobok (niem. Klodebach) – wieś w Polsce położona w województwie opolskim, w powiecie nyskim, w gminie Kamiennik.
Znajduje się tam kościół pod wezwaniem Najświętszego Serca Pana Jezusa. 
W latach 1954–1968 wieś należała i była siedzibą władz gromady Kłodobok, po jej zniesieniu w gromadzie Kamiennik.

## Nazwa
Nazwa wioski pochodzi od polskiej nazwy kłody drewna. Heinrich Adamy w swoim dziele o nazwach miejscowości na Śląsku wydanym w 1888 roku we Wrocławiu jako najstarszą zanotowaną nazwę wsi podaje Clodebock notując jej znaczenie "Holtzblock, Holtzstamm" czyli "kłoda, kloc drewna".
W księdze łacińskiej Liber fundationis episcopatus Vratislaviensis (pol. Księga uposażeń biskupstwa wrocławskiego) spisanej za czasów biskupa Henryka z Wierzbna w latach 1295–1305 miejscowość wymieniona jest w zlatynizowanej formie Klodebok w szeregu wsi lokowanych na prawie polskim iure polonico.

## Historia
Od końca XVIII w. wieś posiadała pieczęć gminną, na której wizerunku przedstawiono pole dzielone w skos, w prawej górnej połowie winne grono, w lewej dolnej – lemiesz pługa skierowany ostrzem w prawo.

## Zabytki
Do wojewódzkiego rejestru zabytków wpisane są:
- dom nr 66, z XIX w.
- dom nr 71, szachulcowy, z XVIII/XIX w.